# Diecezja Alindao
Diecezja Alindao (łac. Dioecesis Alindaoensis) – rzymskokatolicka diecezja w Republice Środkowoafrykańskiej, podlegająca pod metropolię Bangi.

## Historia
Diecezja została erygowana na mocy bulli Quadraginta per annos, przez papieża Jana Pawła II, z wydzielonego terytorium diecezji Bangassou 18 grudnia 2004 roku. Pierwszym biskupem został mianowany o. Peter Marzinkowski.

## Główne świątynie
- Katedra: Katedra Najświętszego Serca Jezusowego w Alindao

## Biskupi diecezjalni
- bp Peter Marzinkowski CSSp (2004–2014)
- bp Cyr-Nestor Yapaupa (od 2014)